# Alfred Wirström
Alfred Wirström, född 30 april 1865 i Västerås, död 21 juli 1915 i Stockholm, var en svensk vykortssamlare, verksam i Stockholm. Han samlade ett drygt tusental vykort med Stockholmsmotiv, av vilka omkring 700 finns utgivna av Postmuseum. Genom sitt arbete som försäljare åt Barnängens tekniska fabrik träffade han kunder i hela Stockholm, och han köpte lokala vykort i de kvarter han besökte.